# Lino (cantore)
Lino (in greco antico: Λίνος?) è un personaggio della mitologia greca, un celebre cantore in grado di rivaleggiare con Orfeo, del quale è considerato il maestro. È inoltre indicato come l'ideatore della melodia. 

## Genealogia

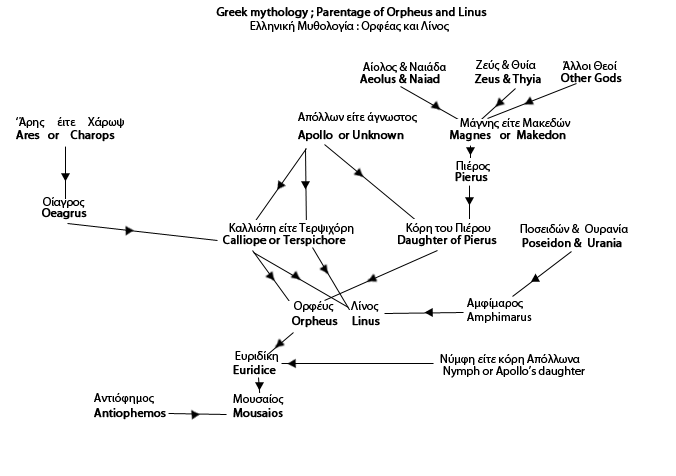
Possibili antenati e discendenti di Orfeo e di Lino.

La genealogia di Lino varia grandemente tra le fonti: è indicato come figlio di Calliope ed Eagro, o Apollo; Urania e Apollo; Urania e Anfimaro; Urania e Ismeno; Urania e Ermes; Tersicore e Apollo; Clio e Magnete; Piero; Apollo ed Etusa.

## Mitologia
Fu un grande maestro di musica ed ebbe come allievi Orfeo (in alcune versioni suo fratello minore) e Tamiri. Ricevette in regalo una lira da Apollo e la perfezionò sostituendone le corde: per primo infatti usò delle fibre vegetali al posto del budello animale migliorandone così il suono.
Apollo prese questa modifica come un insulto al suo dono e uccise Lino. Un'altra leggenda vuole che egli, volendo insegnare l'uso della scrittura ai Greci, fosse ucciso da Cadmo, che intendeva fare la stessa cosa ed essere l'unico a gloriarsene. Secondo un'altra versione fu ucciso dal giovane Eracle in uno scatto d'ira, mentre su incarico del padre "adottivo" Anfitrione tentava di insegnare la musica all'eroe figlio di Zeus e Alcmena (la moglie di Anfitrione).
Da Lino prese il nome un antico e triste canto che celebrava la fine della primavera, il "lino" appunto.